# Soyuz MS

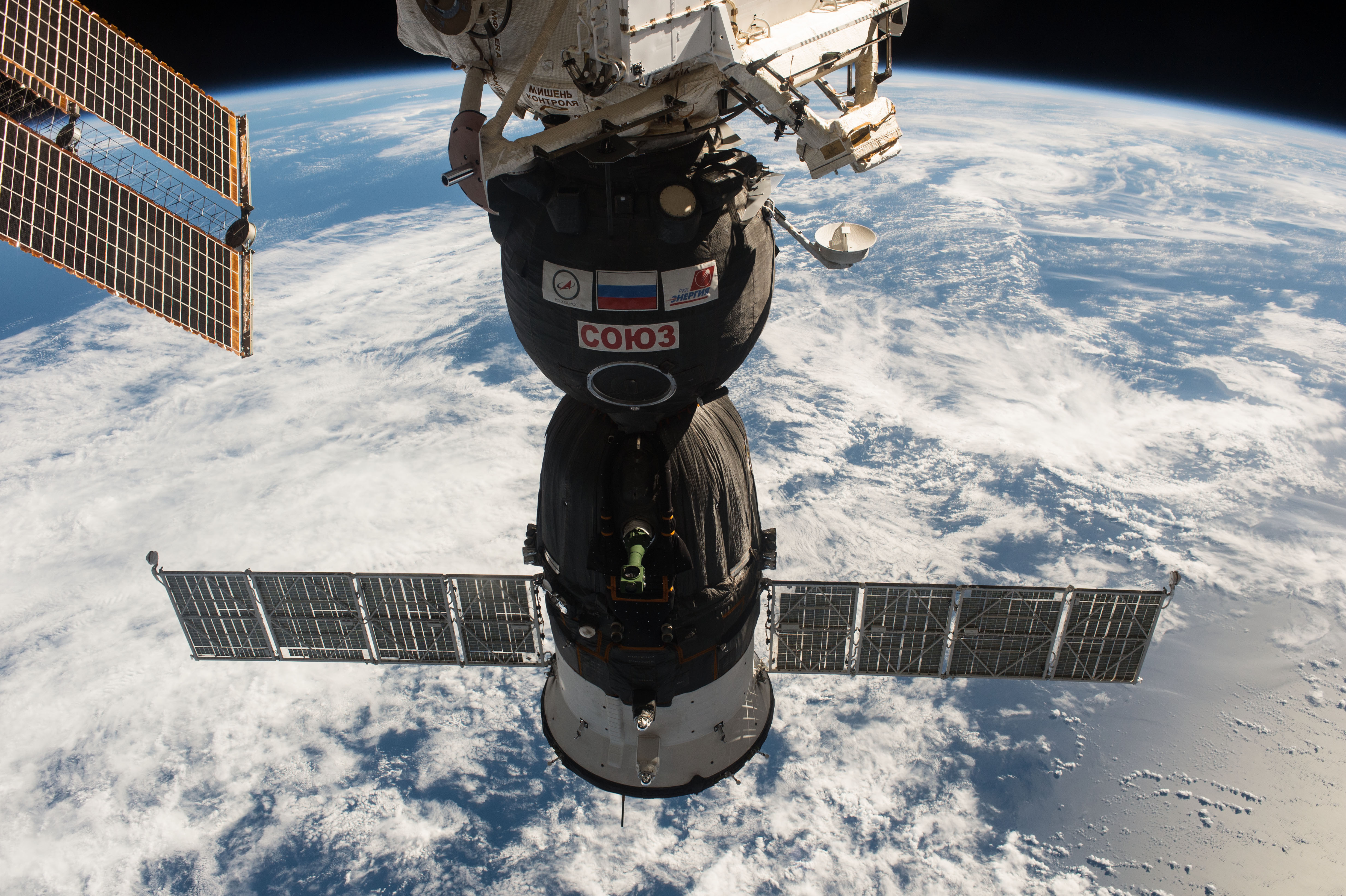
La Soyuz MS-01 en su misión a la ISS.

Soyuz MS (Союз МС) es el nombre de una versión mejorada de la nave espacial soviética Soyuz TMA-M. Su vuelo inaugural se llevó a cabo el 7 de julio de 2016.
Las mejoras incluyen:
- Paneles solares más eficientes.
- Posiciones del motor de conexión y control de actitud modificados para la redundancia durante la conexión.
- Nuevo Kurs NA y sistema de acoplamiento, pesa 25 kilos menos, ocupa un 30% menos volumen y consume un 25% menos  energía que el sistema anterior (Kurs-A).[5]
- Nuevo ordenador TsVM-101 (ЦВМ-101),[6] con aproximadamente una octava parte del peso (8.3 kg vs. 70 kg) y con mucho menor consumo que el anterior ordenador el Argón-16.[7][8]

- Sistema de mando de telemetría digital unificada (MBITS) para retransmitir la telemetría por satélite, y el control de la nave espacial cuando esté fuera de la vista de las estaciones de Tierra; También proporciona a la tripulación los datos de posición cuando está fuera del rango de seguimiento de la Tierra.[7]
- Sistemas de localización GLONASS/GPS y Cospas-Sarsat, para la localización más precisa durante las operaciones de búsqueda/rescate después del aterrizaje.

## Misiones

### No tripuladas
- Soyuz MS-14

### Tripuladas
- Soyuz MS-01
- Soyuz MS-02
- Soyuz MS-03
- Soyuz MS-04
- Soyuz MS-05
- Soyuz MS-06
- Soyuz MS-07
- Soyuz MS-08
- Soyuz MS-09
- Soyuz MS-10
- Soyuz MS-11
- Soyuz MS-12
- Soyuz MS-13
- Soyuz MS-15
- Soyuz MS-16
- Soyuz MS-17
- Soyuz MS-18
- Soyuz MS-19
- Soyuz MS-20
- Soyuz MS-21
- Soyuz MS-22, regresó vacía.
- Soyuz MS-23, Tripulada solo en el regreso.
- Soyuz MS-24
- Soyuz MS-25
- Soyuz MS-26, acoplada ISS.

Futuras misiones
- Soyuz MS-27, planeada marzo 2025.
- Soyuz MS-28, planeada septiembre 2025.
- Soyuz MS-29, planeada marzo 2026.